# Parataxe
Die Parataxe (altgriechisch παράταξις parátaxis „Beiordnung, Nebenordnung, Koordination“) ist in der Grammatik die gleichrangige Aneinanderreihung von Sätzen oder, in einem weiteren Sinn, auch eine gleichrangige Reihung von Wortgruppen allgemein. Das Gegenteil der Parataxe ist die Hypotaxe, die Unterordnung eines Nebensatzes.
Ein zusammengesetzter Satz, dessen Teilsätze Hauptsätze in parataktischer Beziehung sind, heißt in der deutschen Grammatik Hauptsatzreihe. Die Bezeichnung Parataxe wird ebenfalls nicht nur für das Verfahren der Verknüpfung von zwei Hauptsätzen, sondern auch für das Resultat, die Hauptsatzreihe selbst, verwendet.
Von Parataxe ist sowohl in der Grammatik bei der Klassifizierung grammatischer Strukturen die Rede, als auch in der Literaturwissenschaft bei der Charakterisierung eines Stilmerkmals von ganzen Texten. Obwohl der Begriff „parataktischer Stil“ für letzteres auf dem grammatischen Begriff fußt, sind die zugrunde gelegten Begriffe von Parataxe nicht vollständig deckungsgleich.

## Parataxe als Satzverknüpfung in der Grammatik
Im grammatischen Sinn handelt es sich bei der Parataxe um eine gleichrangige Verknüpfung zweier Teilsätze, entweder durch koordinierende Konjunktionen wie und, oder, aber, denn (also „syndetisch“) oder ohne Verbindungswörter („asyndetisch“) aber mit Setzung von Satzzeichen wie Komma oder Semikolon. Insofern ist die Parataxe bzw. Satzreihe immer noch ein Satz, nur eben ein zusammengesetzter.
Beispiele
```
• Die Kinder sind krank, ich muss zuhause bleiben.  /  Die Kinder sind krank und ich muss zuhause bleiben.
• Lateinisch: 
Veni, vidi, vici
 „Ich kam, sah und siegte.“
```

Diese Art von gleichrangiger Satzverknüpfung steht im Gegensatz zum abhängigen Status eines Nebensatzes in seiner Anbindung an einen Hauptsatz. Diese wird oft durch unterordnende Konjunktionen vermittelt wie dass, ob, weil... etc. 
Es ist jedoch auch möglich, zwei Nebensätze in eine gleichrangige Verknüpfung zueinander zu stellen, also etwa in einer Koordination mit und. Sie werden dann gemeinsam eingebettet. Auch dies kann als parataktische Verknüpfung der beiden Nebensätze bezeichnet werden, wie in folgendem Beispiel aus einem Grammatiklehrbuch:
```
„Er liegt plötzlich da
      [ohne sich erheben zu können, 
      getroffen von harten Lichtstrahlen 
und
 entblößt jeder Waffe und jeden Muts für den neuen Tag.]“
```

Hier sind die Partizipkonstruktionen mit getroffen... und entblößt... satzwertige Konstruktionen in adverbialer Funktion, sie fungieren also als zwei gleichrangige Nebensätze nacheinander – das heißt, in parataktischer Verknüpfung.

## „Parataktischer Stil“ in der Literatur

### Rhetorische Effekte
Parataxen aus einfachen Hauptsätzen werden in Texten verwendet, die sich nur auf das Wesentliche des Inhaltes konzentrieren. So kann der Eindruck entstehen, es würde einfach und wahrhaftig erzählt. Oder es würden materialreich Bezüge aufgelistet („Fallenlassen von Fakten und Namen“, englisch fact and name dropping). Aber auch der gegenläufige Eindruck einer undifferenzierten, undialogischen Aneinanderreihung von bloßen Behauptungen kann entstehen. Der parataktische Stil wirkt einerseits trocken und differenziert, bietet andererseits aber die Möglichkeit, eine lineare Argumentation sehr zwingend darzustellen.
Beispiele findet man in den Texten Franz Kafkas, ganz besonders aber in der Literatur des Realismus sowie der Lyrik des Frühexpressionismus. In der Nachkriegsliteratur bediente man sich des parataktischen Stils bevorzugt, um eine Vielzahl widersprüchlicher, nicht weiter verarbeitbarer oder offen bleibender Eindrücke und Probleme aneinander zu reihen. So wird z. B. in Uwe Johnsons Roman Mutmassungen über Jakob der parataktische Stil zum Ausdruck der Unfassbarkeit, Rätselhaftigkeit, Unlösbarkeit, wo sich das Eine unverbunden und unverstanden an das Andere reiht. 
Ein berühmtes Beispiel ist auch der Anfang des 1. Buch Mose:
```
Am Anfang schuf Gott Himmel und Erde. Und die Erde war wüst und leer, und es war finster auf der Tiefe; und der Geist Gottes schwebte auf dem Wasser. Und Gott sprach: Es werde Licht! Und es ward Licht.
```

### Vergleich mit dem grammatischen Parataxe-Begriff
Die angesprochenen Beispiele erläutern einen „parataktischen Stil“, der definiert werden kann über eine „signifikante Häufung von Parataxen, d. h. eines (...) Satzbaus, der mindestens zwei einfache Sätze (...) miteinander verbindet.“ In dieser Deutung ist „parataktisch“ die Bezeichnung für einen Stil, der sich nicht nur durch parataktische Verknüpfung im grammatischen Sinn auszeichnet, sondern überdies durch den durchgängigen Gebrauch einfacher Sätze. „Der ungegliederte Hauptsatz dominiert.“
Der grammatische Begriff einer parataktischen Verknüpfung beinhaltet dagegen nicht diesen zusätzlichen Faktor einer Abwesenheit von Nebensätzen. Vielmehr sind auch parataktische Verknüpfungen ganzer Satzgefüge möglich; das oben zitierte Beispiel zur grammatischen Parataxe war zunächst ein Teilzitat, es enthält in seiner vollständigen Form noch einen weiteren Teil; diese beiden sind wiederum parataktisch verknüpft:
```
„Eines Morgens wacht er auf, an einem Tag [den er vergessen wird]

und

liegt plötzlich da [ohne sich erheben zu können], [getroffen von harten Lichtstrahlen] 
und
 [entblößt jeder Waffe... (etc.)]“
```

Trotz der Anwesenheit von parataktischen Verknüpfungen an mehreren Stellen ergäbe die stilistische Einordnung hier einen „hypotaktischen Stil“, definiert als eine „signifikante Häufung (...) von Sätzen aus grammatisch voneinander abhängigen Teilsätzen“ (abhängige Teilsätze sind im Beispiel mit eckigen Klammern markiert). 
Dies würde als Stilmerkmal jedenfalls zutreffen, wenn die gezeigte Art des Satzbaus einen ganzen Text kennzeichnet. Der Begriff des parataktischen Stils ist also außerdem auch darin anders, dass er auf der Textebene angesiedelt ist. Er bezieht sich daher wesentlich auch auf Abfolgen von getrennten Sätzen, zwischen denen die Satzsyntax keine Beziehung mehr definiert.